# Digahoba
Digahoba è un comune dell'Azerbaigian situato nel distretto di Xaçmaz. Conta una popolazione di 217 abitanti.